# 細足扁平蟹
細足扁平蟹（学名：Utica gracilipes）为方蟹科扁平蟹屬下的一个种。